# 9096 Тамоцу
9096 Тамоцу (9096 Tamotsu) — астероїд головного поясу, відкритий 15 грудня 1995 року.
Тіссеранів параметр щодо Юпітера — 3,190.
Названо на честь Тамоцу (яп. たもつ(保) тамоцу).